# Passo delle Tre strade
Il passo delle Tre strade (1.101 m.s.l.m.) è un valico della provincia di Pavia. 

## Descrizione
Il passo è situato sull'incrocio tra la strada statale 412 della Val Tidone, e la strada statale 461 del Passo del Penice, dal quale dista pochi chilometri. Questo valico mette in comunicazione la val Tidone con il comune di Romagnese, la val Trebbia con il comune di Bobbio, vicinissimo il passo del Penice, la valle Staffora per Menconico e Varzi, e il passo del Brallo. 
Il valico è situato nel mezzo di un bosco di latifoglie, tra le quali domina la quercia. Da Romagnese, paese della provincia di Pavia situato a circa 600m s.l.m. si sale lungo la strada statale della val Tidone fino alla località "Casa Matti di Romagnese" (Romagnese), dalla quale si diparte la strada provinciale 17, che permette di raggiungere il passo, circa 132 m. più in alto e prosegue fino al valico dei Tre Passi (dove si innesta nuovamente alla strada statale 461 del Passo del Penice, nei pressi dell'omonimo passo, verso Menconico e Varzi). Dal valico dei Tre Passi si collega anche al passo del Brallo attraverso la strada provinciale 89 che permette di raggiungere il passo viaggiando sul crinale di un versante del monte Penice operando una lieve salita, che deve portare la strada circa a 150 m. più in alto, dal comune di Menconico, analogamente la strada deve compiere una salita, per ovviare un dislivello di 373 m. passando per le località di Bardineio, Passo della Scaparina, Passo delle Vallette di Ceci (Bobbio)), Pregola, ed infine a passo del Brallo della località Brallo di Pregola.